# Spongiocarpella grubovii
Spongiocarpella grubovii là một loài thực vật có hoa trong họ Đậu. Loài này được (N.Ulziykh.) Yakovlev miêu tả khoa học đầu tiên.